# Mister Internacional 2015
Mister Internacional 2015 foi a 16ª edição do tradicional concurso de beleza masculino de Mister International. O evento contou com a participação de trinta e seis (36) candidatos disputando o título em Pasay, nas Filipinas.  O Mister Internacional 2014 Neil Pérez passou à faixa ao grande campeão, Pedro Mendes da Suíça, no final da cerimônia.

## Resultados

### Colocações

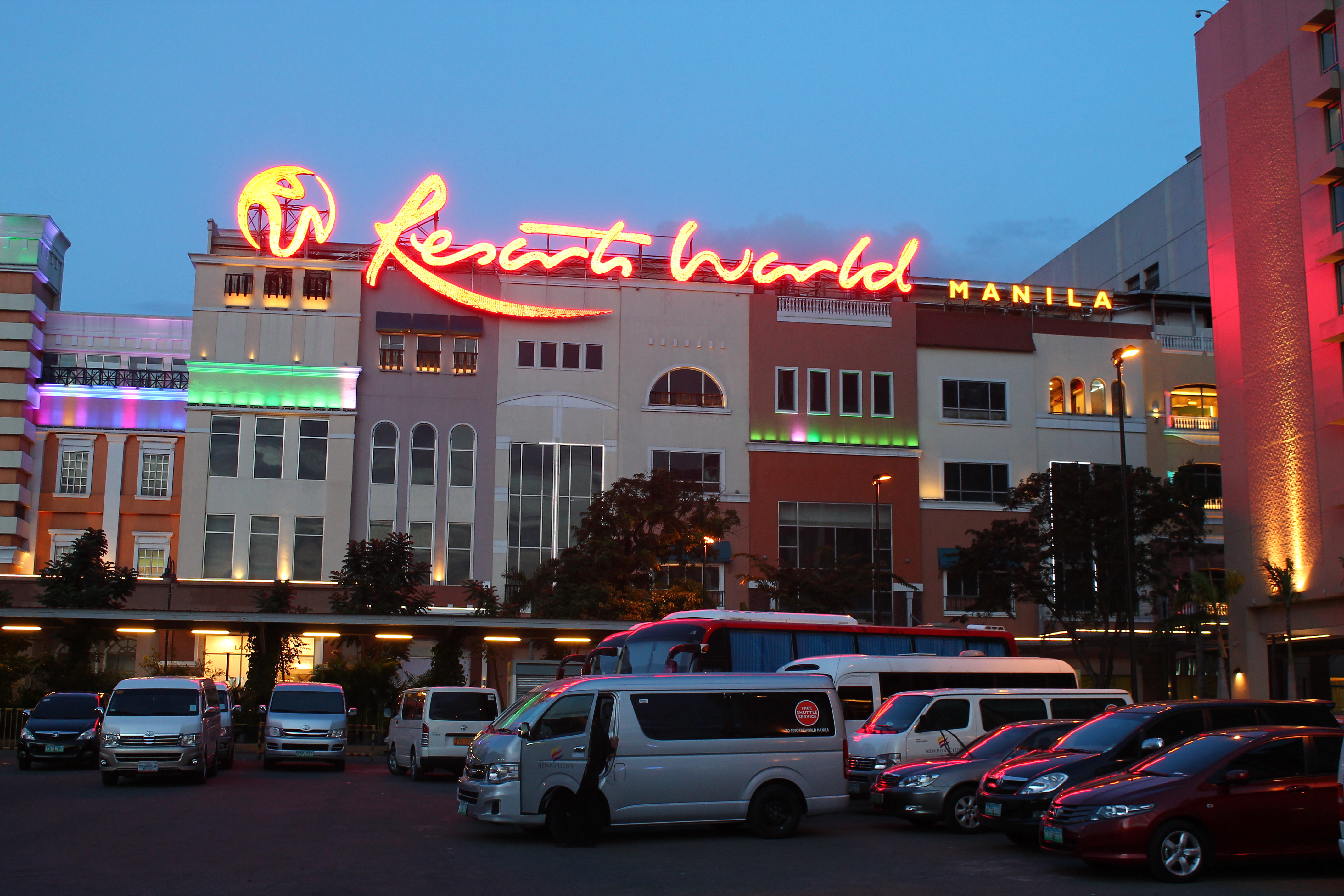
O complexo hoteleiro Resorts World Manila abrigou a final do concurso.
| Posição                 | País & Candidato |
| Vencedor                | - Suíça - Pedro Mendes |
| 2º. Lugar               | - Brasil - Anderson Tomazini |
| 3º. Lugar               | - Coreia do Sul - Sang-Jin Lee |
| 4º. Lugar               | - Panamá - Julian Torres |
| 5º. Lugar               | - República Checa - Jakub Kraus |
| (TOP 10) Semifinalistas | - Austrália - Christopher Nayna - Filipinas - Reniel Villareal - Indonésia - Kenny Austin - Porto Rico - Fernando Álvarez - Venezuela - Rafael Angelucci |
| (TOP 15) Semifinalistas | - China - Nan Li - Espanha - Daniel Barreres - Líbano - Farid Matar - México - Alejandro Ruiz - Suécia - Ivan Djelević                                   |

### Ordem dos Anúncios
| 1. Porto Rico 2. Venezuela 3. Suécia 4. Panamá 5. Indonésia 6. Brasil 7. Líbano 8. China 9. México 10. Filipinas 11. República Checa 12. Coreia do Sul 13. Espanha 14. Suíça 15. Austrália | 1. Venezuela 2. República Checa 3. Brasil 4. Austrália 5. Indonésia 6. Suíça 7. Panamá 8. Coreia do Sul 9. Porto Rico 10. Filipinas | 1. Panamá 2. República Checa 3. Suíça 4. Brasil 5. Coreia do Sul |  |

## Jurados

### Final
1. Francis Libiran, designer filipino;
2. Thu Vu, Miss Southeast Asian 2014;
3. José Anmer Paredes, Mister Internacional 2013;
4. Ana Chua, diretora de vendas do World Resort Manila;
5. Lanel Ocampo, representante da Manila Airlaines;
6. Vice Ganda, apresentador filipino.

## Quadro de Prêmios

### Prêmios Especiais
O concurso distribuiu os seguintes prêmios este ano:

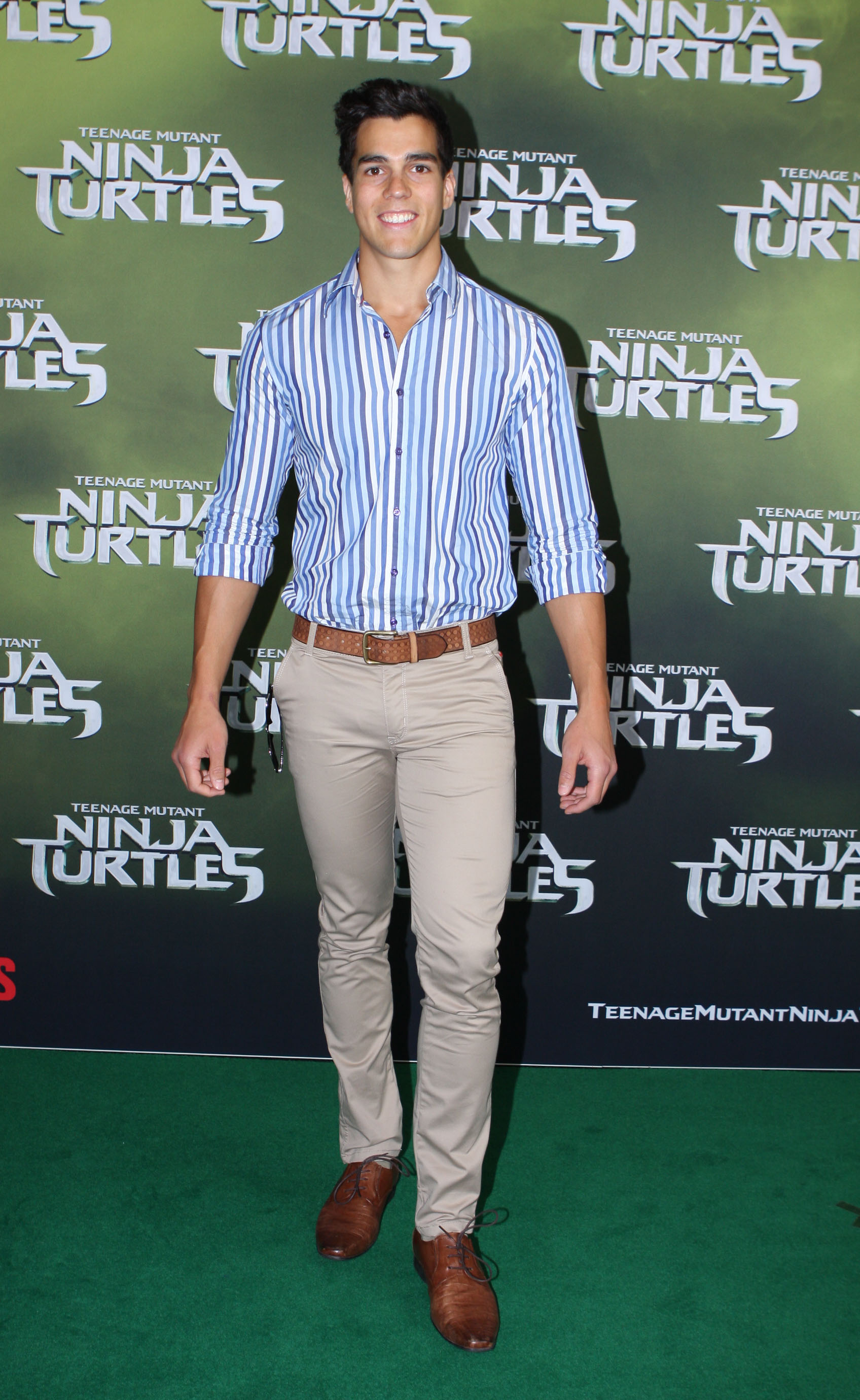
O Mister Austrália, Christopher "Chris" Nayna, é um enfermeiro reconhecido no seu País. 
| Posição            | País & Candidato            |
| Mister Simpatia    | - Singapura - Edwin Aw      |
| Mister Fotogenia   | - México - Alejandro Ruiz   |
| Escolha do Público | - Espanha - Daniel Barreres |

### Melhor Traje Típico
Abaixo encontram-se as posições na etapa de melhor traje:
| Prêmio                  | País & Candidato |
| 1                       | - Filipinas - Reniel Villareal |
| 2                       | - Indonésia - Kenny Austin |
| 3                       | - Venezuela - Rafael Angelucci |
| (TOP 10) Semifinalistas | - Brasil - Anderson Tomazini - Estados Unidos - Troy Thomas - Índia - Halley Laithangbam - Panamá - Julian Torres - Polônia - Rafał Jonkisz - Porto Rico - Fernando Álvarez - Tailândia - Chalaphon Karnwatee |

### Prêmios de Patrocinadores
Geralmente dado pelos patrocinadores durante a competição: 
| Posição               | País & Candidato                |
| Mister Smart          | - Austrália - Chris Nayna       |
| Mister Vertex         | - Indonésia - Kenny Austin      |
| Mister Natasha        | - Brasil - Anderson Tomazini    |
| Mister Mary Kay       | - Venezuela - Rafael Angelucci  |
| Mister Diamond Star   | - Porto Rico - Fernando Alvarez |
| Mister Teceruma Spa   | - Filipinas - Reniel Villareal  |
| Mister Oxin Telegenic | - Itália - Andrea Luceri        |
| Mister River Mount    | - Filipinas - Reniel Villareal  |
| Mister New Placenta   | - Porto Rico - Fernando Alvarez |
| Mister Unisilver Time | - Espanha - Daniel Barreres     |
| Mister Fort Ilocandia | - Brasil - Anderson Tomazini    |
| Mister Plaza de Norte | - Indonésia - Kenny Austin      |

## Candidatos
Competiram este ano os seguintes candidatos: 
| - Austrália - Christopher Nayna - Bélgica - Karim Setta - Bolívia - Rodrigo Arze - Brasil - Anderson Tomazini - Camboja - Moeurn Makara - China - Nan Li - Colômbia - Christian Hernández - Coreia do Sul - Sang-Jin Lee - Costa Rica - Richard Coronado - Dinamarca - Stefano Sandro - Espanha - Daniel Barreres - Estados Unidos - Troy Thomas | - Filipinas - Reniel Villareal - França - Bryan Weber - Geórgia - Bachi Beradze - Guão - Lukess Sos - Índia - Halley Laithangbam - Indonésia - Kenny Austin - Itália - Andrea Luceri - Japão - Junpei Watanabe - Líbano - Farid Matar - Malásia - Kash Azim - México - Alejandro Ruiz - Mianmar - Zin Min Htet | - Países Baixos - Cas Winters - Panamá - Julian Torres - Polônia - Rafał Jonkisz - Porto Rico - Fernando Álvarez - República Checa - Jakub Kraus - República Dominicana - Freds Rivera - Singapura - Edwin Aw - Sri Lanca - Jake Sanaratne - Suécia - Ivan Djelević - Suíça - Pedro Mendes - Tailândia - Chalaphon Karnwatee - Venezuela - Rafael Angelucci |

## Crossovers
Candidatos em outros concursos:
Mister Mundo
- 2016:  Polônia - Rafał Jonkisz (Top 10)
  - (Representando a Polônia em Southport, na Inglaterra)

Mister Global
- 2015:  França - Bryan Weber (5º. Lugar)
  - (Representando a França em Bancoque, na Tailândia)

Mr. Real Universe
- 2014:  República Dominicana - Freds Rivera
  - (Representando a República Dominicana em Guaiaquil, no Equador)

## Ligações Externas
Site
- Site do Concurso (em inglês)

Plataformas digitais
- Mr International no Facebook (em inglês)

- Mr International no Instagram (em inglês)